# Terremoto del Messico del 1985

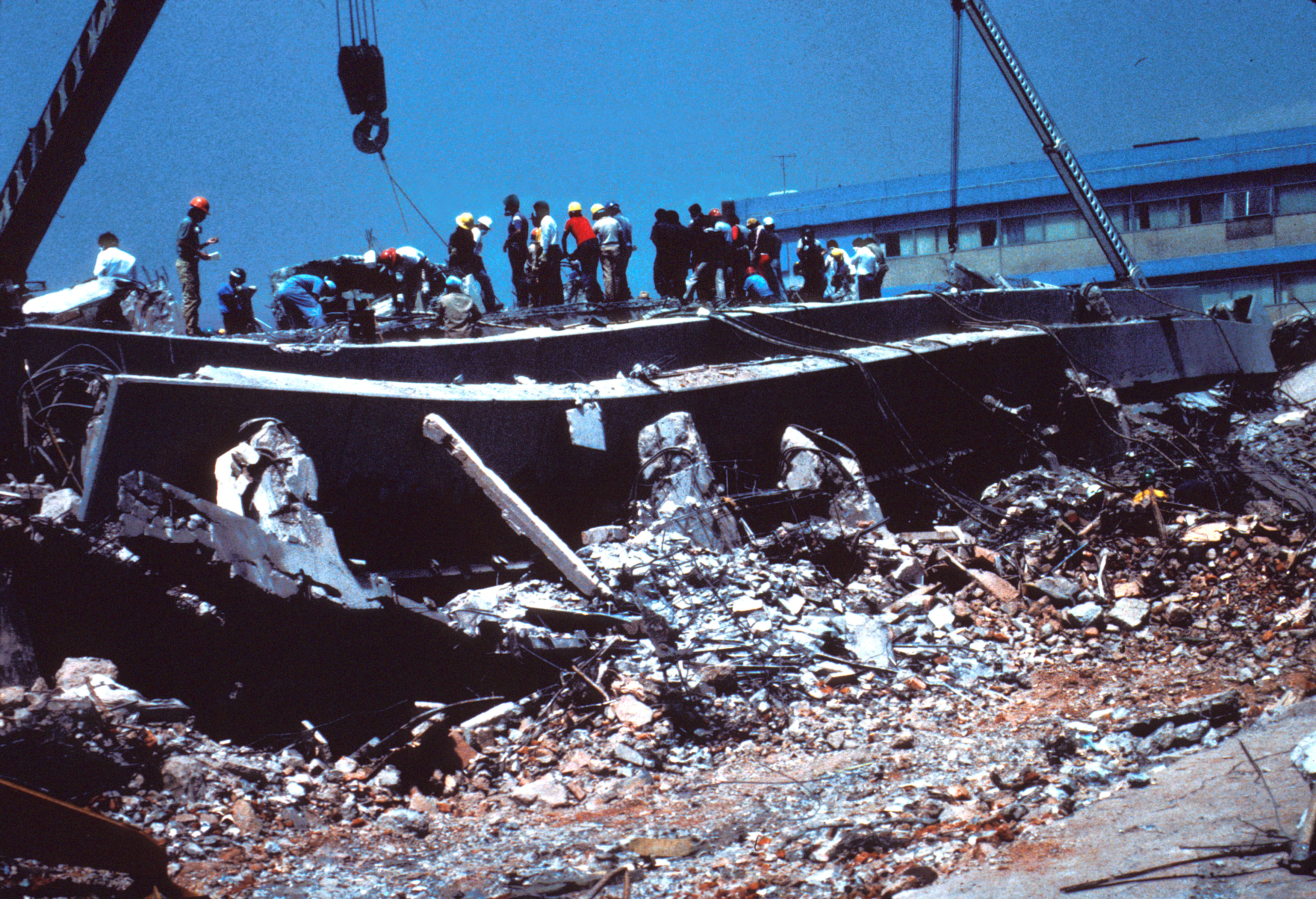
Il General Hospital di Città del Messico crollato

Il terremoto del Messico del 1985 (terremoto de México de 1985 / 1985 Mēxihco tlālolīniliztli) è stato un evento sismico devastante avvenuto il 19 settembre 1985 alle ore 07:17:47 locali in Messico di magnitudo 8,1 sulla scala Richter, che causò oltre 10.000 vittime. L'epicentro avvenne sulla costa messicana dell'Oceano Pacifico, molto lontano, oltre 350 km, dalla capitale Città del Messico, la quale fu gravemente colpita.
Don Winslow ambienta una scena del suo romanzo Il potere del cane a Città del Messico durante il terremoto e ne descrive la gravità.
Nel film messicano Angelino e il Papa, il piccolo protagonista sopravvive al terribile sisma. La pellicola fu girata un anno dopo la tragedia.